# Проспект Стачки
Проспе́кт Ста́чки — улица в Ростове-на-Дону, проходящая с востока на запад. Является центральной магистралью Железнодорожного и Советского районов.

## География
Начинается от Площади стачки 1902 года, где находится одноуровневая транспортная развязка. После пересечения с улицей Малиновского переходит в улицу Пескова. Нумерация домов возрастает с востока на запад. Практически на всем протяжении является 6-полосным, участок от улицы Зорге до улицы Малиновского 4-полосный.

## Название
Назван в честь массовой забастовки рабочих, потрясшей город в ноябре 1902 года. Своё нынешнее название проспект получил только в 1967 году, до этого участок от путепровода до площади Дружинников назывался балкой имени Стачки 1902 года, а продолжение за площадью — улицей Коминтерна.

## История
В дореволюционное время местность, где сейчас пролегает проспект, называлась Камышевахской балкой. Именно здесь происходили важнейшие события стачки 1902 года и большинство митингов Революции 1905—1907 годов. Перед началом Второй мировой войны была разработана концепция массовой застройки западной окраины Ростова-на-Дону, для этого требовалось соединить центр города и будущий район строительства с помощью путепровода через реку Темерник и железнодорожные пути. Его строительство началось в 1938 году, он начинался с улиц Московской и Станиславского, а продолжением должна была стать новая автодорога. Из-за войны стройку удалось завершить лишь к ноябрю 1948 года. Строительство автодороги по Камышевахской балке было завершено к середине 1950-х годов, уже в 1957 году по проспекту пустили трамвай. К 1963 году дорога стала приобретать нынешнее значение, став основной магистралью, ведущей в Западный жилой массив. В 1967 была проложена троллейбусная линия.

## Застройка
Проспект Стачки застроен в основном домами-«хрущевками» и индивидуальными строениями. Более высотные здания (до 16-ти этажей) есть только на участке между улицей Зорге и улицей Малиновского. В непосредственной близости находится телевизионная башня, хорошо просматривающаяся практически со всего города и окрестностей. С недавних пор происходит массовая застройка проспекта объектами коммерческой недвижимости.

## Транспорт
Проспект Стачки — одна из важнейших транспортных артерий Ростова-на-Дону, по ней проходит основной пассажиропоток из Западного жилого массива в центральную часть города. По проспекту проходит большое количество муниципальных и коммерческих автобусных маршрутов (15, 16, 16а, 26, 34, 34а, 40, 44, 55, 57, 67, 67а, 71, 85а, 88, 98), а также троллейбусные маршруты №№ 8, 10 и 12. До 1998 года по проспекту ходил трамвай, но в результате глобального разрушения трамвайной сети в городе вся соответствующая инфраструктура была уничтожена.

## Пересечения с другими улицами
В направлении с востока на запад Стачки пересекает большое количество улиц, важнейшие из них: Портовая улица, Профсоюзная улица, Спартаковская улица, улица Кулагина, улица МОПРа, улица Тружеников, улица Зорге, улица Мильчакова, улица Малиновского.

## Примечательные объекты
- Памятник стачке 1902 года
- Сквер на пл. Дружинников
- Стадион Локомотив
- Сквер Тюленина (располагается на пересечении пр. Стачки и ул. Тружеников, назван в честь С. Г. Тюленина)
- Парк имени г. Дортмунда
- Парк имени г. Плевен (располагается на пересечении пр. Стачки и ул. Зорге, своим названием обязан болгарскому городу-побратиму Ростова-на-Дону — Плевену)
- Памятник детям войны

## Фотогалерея
- Виды проспекта
- Вид на начало проспекта
- Пересечение с улицей Тружеников
- Фонтан возле ТЦ «Сокол»
- Скульптура «Древо жизни»
- Памятник детям войны